# Tunbergia mysorska
Tunbergia mysorska (Thunbergia mysorensis) – gatunek rośliny z rodziny akantowatych. Pochodzi z południowych Indii, jest uprawiany w wielu krajach o klimacie tropikalnym. Nazwa gatunkowa pochodzi od miasta Mysore.

## Morfologia
PokrójRoślina wijąca się, do 10 m wysokości
LiścieNaprzemianległe, podługowate lub eliptyczne, o długości do 15 cm.
KwiatyW zwisających gronach długości do 90 cm. Rurka korony i podstawa wywiniętych do tyłu końców płatków żółta. Cztery pręciki. Kształt kwiatów przystosowany do zapylania przez ptaki, które czepiają się nóżkami kwiatostanu.
OwoceOkrągłe, ok. 1 cm, z dzióbkiem.